# Pol Trousset
Pol Trousset, né le 31 mai 1934 à Reims, est un géographe et archéologue français spécialiste de l'Afrique romaine.

## Biographie
Né à Reims en 1934, il intègre après son baccalauréat les classes préparatoires du lycée Janson-de-Sailly. Il mène des études à la fois en géographie et en histoire ancienne.
Professeur certifié en 1958, il enseigne en collège et en lycée durant seize ans.
Il mène une thèse à partir de travaux effectués sur le terrain, qui est soutenue en 1971 sous la direction de Maurice Euzennat et fait l'objet d'une publication en 1974, dont l'objet est le Sud tunisien : Recherches sur le limes Tripolitanus entre le Chott-el-Djérid et la frontière tuniso-libyenne.
Étendant son champ d'action au Sud-Ouest tunisien, il est spécialiste de l'Afrique romaine. En 1982, il intègre l'équipe de l'Encyclopédie berbère dirigée par Gabriel Camps.
Membre du comité de rédaction de la revue Antiquités africaines en 1994, il est directeur de recherches au Centre national de la recherche scientifique en 1995.
Ses travaux, originaux et liés à sa connaissance de la géographie, portent sur le système frontalier de l'Afrique romaine, la cadastration et l'occupation rurale antique, ainsi que l'histoire du littoral tunisien, tant du point de vue des activités que de l'évolution des côtes.

## Travaux
- Pol Trousset (préf. Maurice Euzennat), Recherches sur le limes tripolitanus du Chott El-Djérid à la frontière tuniso-libyenne, Paris, CNRS Éditions, coll. « Études d'antiquités africaines », 1974, 356 p. (ISBN 978-2271053596)[2].
- Hélène Bénichou-Safar, Jean Bussière, Fethi Chelbi, Paul Corbier, Naïdé Ferchiou, Jacques Gascou, Gilbert Hallier, Roland Paskoff et Pol Trousset, Antiquités africaines : tome 31, Paris, CNRS Éditions, 1995, 356 p. (ISBN 978-2271053596).
- Hédi Slim, Pol Trousset, Roland Paskoff et Ameur Oueslati, Le littoral de la Tunisie : étude géoarchéologique et historique, Paris, CNRS Éditions, coll. « Études d'antiquités africaines », 2004, 308 p. (ISBN 2-271-06260-8, lire en ligne).